# Route européenne 30
Pour les articles homonymes, voir E30 et Route 30.
La route européenne 30 (E30) est une route reliant Cork à Omsk en passant par Londres, Berlin, Varsovie, Minsk et Moscou.
Elle s'arrête officiellement à la frontière séparant l'oblast d'Omsk et l'oblast de Novossibirsk.
- Prolongée par la E101 qui relie Moscou à Kiev.

- Prolongée par la E38 (Glukhov - Saratov).

| Pays traversés | Dénomination nationale      |
| -------------- | --------------------------- |
| Russie         | M1, M5                      |
| Biélorussie    | M1                          |
| Pologne        | A2, S2, DK2                 |
| Allemagne      | A12, A10, A2, B61, A30      |
| Pays-Bas       | A1, A28, A12, A4, N211      |
| Royaume-Uni    | A14, A12, M25, M4, A48, A40 |
| Irlande        | N25                         |